# Coast City
Coast City é uma cidade fictícia criada para as histórias em quadrinhos (ou banda desenhada) da DC Comics. A cidade era o lar do Lanterna Verde Hal Jordan, até que foi destruída com um bombardeio por Bainiack e Superman(Como se ve ao final de Injustice 2 ) Segundo o Atlas of the DC Universe, um suplemento do DC Heroes RPG publicado pela Mayfair Games em 1990, Coast City está situada no nordeste da Califórnia, entre San Francisco e a fictícia Star City, de Arqueiro Verde.
A cidade foi um importante elemento no desenvolvimento das histórias do Lanterna Verde, pois, após a saga O retorno do Super-Homem, que mostrou a destruição de Coast City , veio Crepúsculo Esmeralda (Emerald Twilight), que mostrava um Hal Jordan destroçado por não ter evitado o extermínio de toda a sua cidade, numa cruzada insana em busca de poder que culminou no fim da Tropa e dos Guardiões. O Lanterna Verde havia se tornado um assassino. Foi o fim de décadas de tradição. A destruição da cidade também culminou com a aparição de um novo Lanterna, Kyle Rayner; escolhido aleatoriamente pelo último Guardião, era um jovem desenhista sem vocação para atos heróicos. Paralelamente, a trajetória de Jordan como vilão, continuou na mega-saga Zero Hora, de Dan Jurgens, versão menor do épico Crise nas Infinitas Terras. Chamando-se Parallax, o ex-herói buscava redefinir o universo inteiro segundo seus propósitos.

## Sobreviventes
É importante ressaltar que alguns de seus ex-habitantes conseguiram se salvar pois não estavam nela no momento da destruição. Isto inclui Carol Ferris (namorada de Hal Jordan e alter ego da vilã Safira Estrela), que estava a negócios em outra cidade; Tom Kalmaku, o ex-mecânico dos jatos que
Jordan pilotava, pois havia se unido aos Novos Guardiões; vários inimigos de Hal Jordan (como foi mostrado no funeral de Jordan em a Noite Final) e os próprios Guy Gardner e Hal Jordan, que não estavam na cidade naquele momento.